# Districtul Sabinov

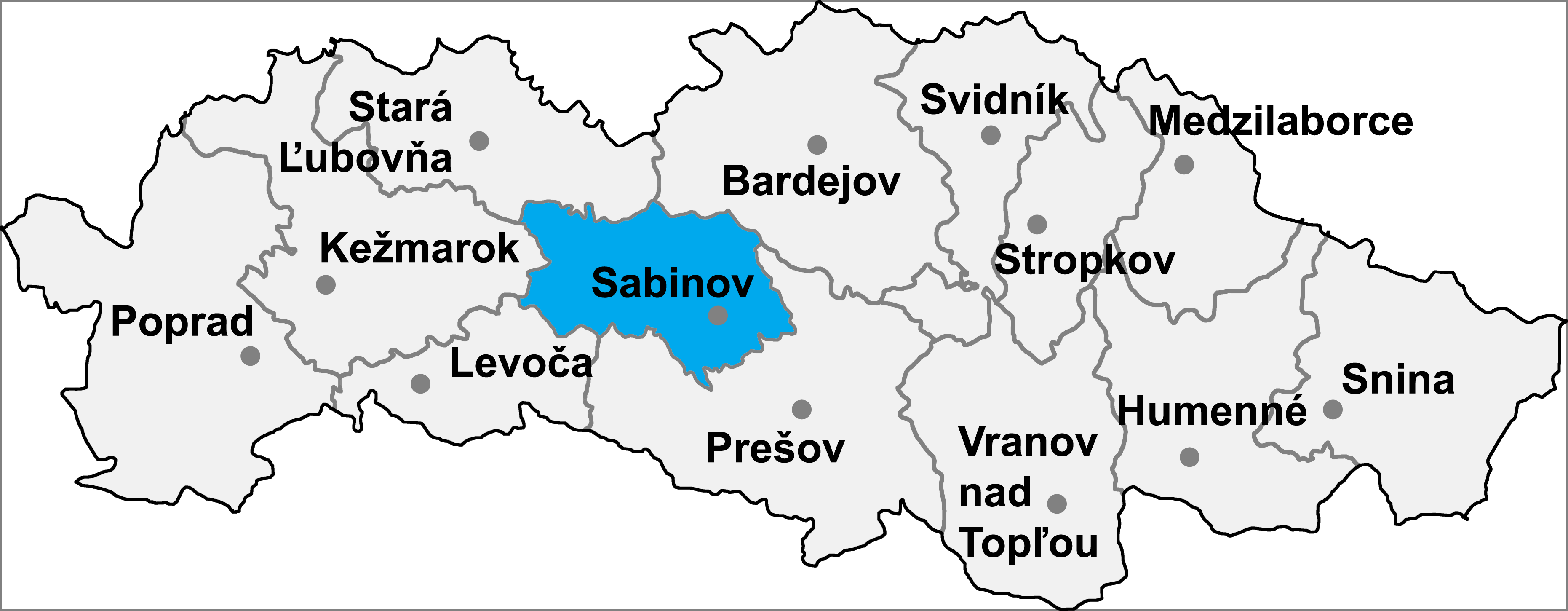
Districtul Sabinov

Districtul Sabinov (okres Sabinov) este un district în Regiunea Prešov din Slovacia estică.

## Demografie
| An:                | 1994   | 2004   | 2014   | 2024   |
| ------------------ | ------ | ------ | ------ | ------ |
| Număr de persoane: | 51.223 | 55.351 | 58.969 | 61.995 |
| Diferență:         |        | +8,05% | +6,53% | +5,13% |

| An:                | 2023   | 2024   |
| ------------------ | ------ | ------ |
| Număr de persoane: | 61.542 | 61.995 |
| Diferență:         |        | +0,73% |

## Comune
- Bajerovce
- Bodovce
- Brezovica
- Brezovička
- Červená Voda
- Červenica pri Sabinove
- Daletice
- Drienica
- Dubovica
- Ďačov
- Hanigovce
- Hubošovce
- Jakovany
- Jakubova Voľa
- Jakubovany
- Jarovnice
- Kamenica
- Krásna Lúka
- Krivany
- Lipany
- Lúčka
- Ľutina
- Milpoš
- Nižný Slavkov
- Olejníkov
- Oľšov
- Ostrovany
- Pečovská Nová Ves
- Poloma
- Ratvaj
- Ražňany
- Renčišov
- Rožkovany
- Sabinov
- Šarišské Dravce
- Šarišské Michaľany
- Šarišské Sokolovce
- Tichý Potok
- Torysa
- Uzovce
- Uzovské Pekľany
- Uzovský Šalgov
- Vysoká